# Mosquée Rüstem Pacha
La mosquée de Rüstem Pacha (Rüstem Paşa Camii, en turc) est une mosquée située dans le quartier d'Eminönü à Istanbul en Turquie.

## Histoire
De 1560 à 1564, l'architecte ottoman Sinan construit pour le Grand Vizir Rüstem Pacha, époux de Mihrimah, fille préférée de Soliman le Magnifique et de Roxelane, la mosquée de Rüstem Pacha à Istanbul, dans le quartier d'Eminönü, à la pointe de la presqu'île du vieux Constantinople. Sa petite taille et ses proportions font d'elle le parfait exemple de l'art ottoman, voire un de ses chefs-d'œuvre, notamment dans ses décorations florales (œillets, marguerites, tulipes, lys et lilas) et son revêtement de carreaux de faïence d'Iznik qui ornent les murs intérieures et les parois du péristyle.
La mosquée se trouve au-dessus d'une arcade de magasins et surplombe les rues bordées de caravansérails, dont la construction remonte parfois à l'époque byzantine. Une restauration récente l'a mise en valeur, mais le tremblement de terre de 1999 a endommagé les petits dômes.

## Architecture

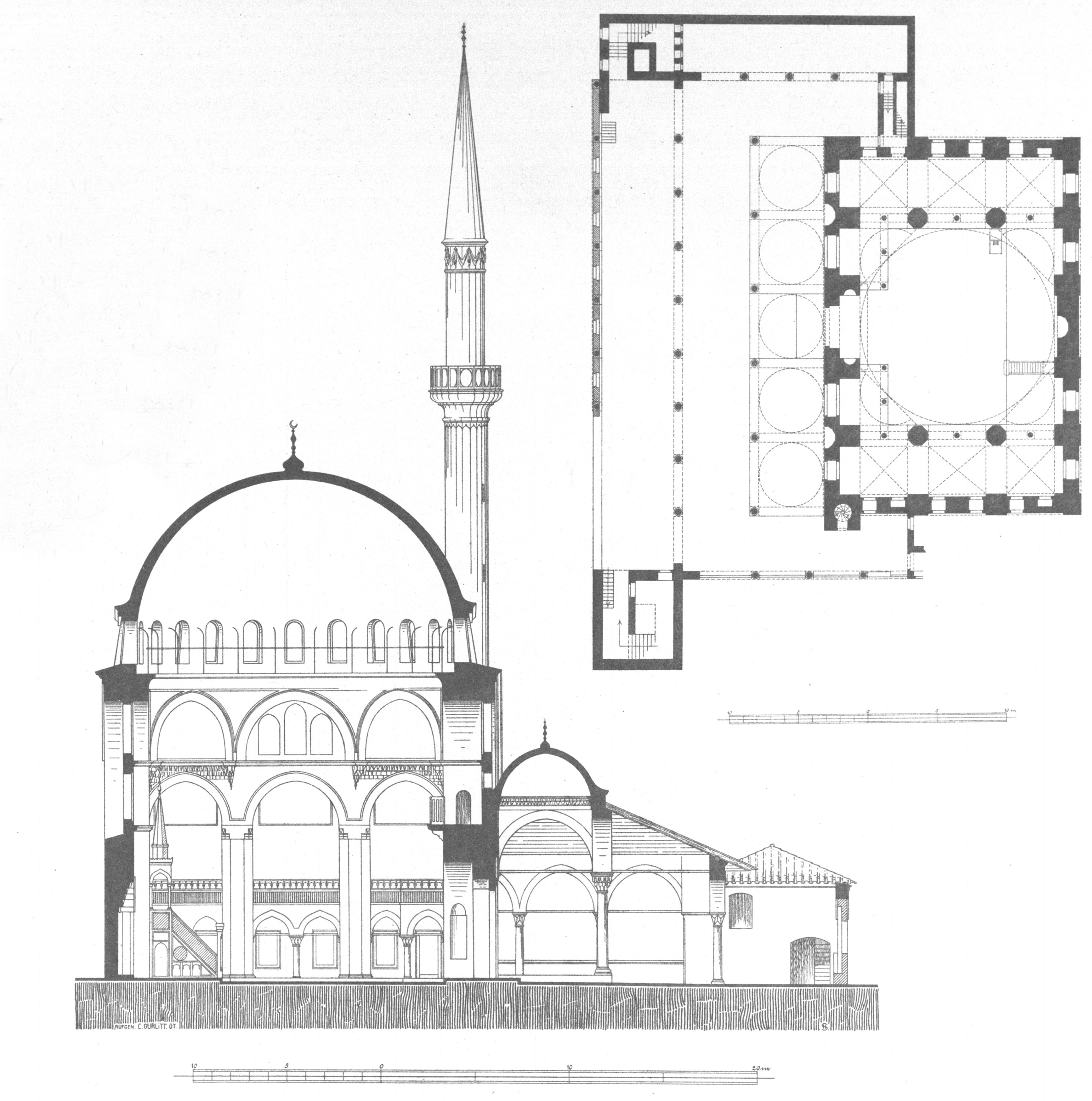
Plan et coupe du bâtiment.

Son plan classique a une forme rectangulaire, un dôme central appuyé sur quatre semi-coupoles et cinq dômes plus petits. Des carreaux d'Iznik (Nicée) recouvrent l'intérieur de la mosquée.

## La Mosquée dans l'art

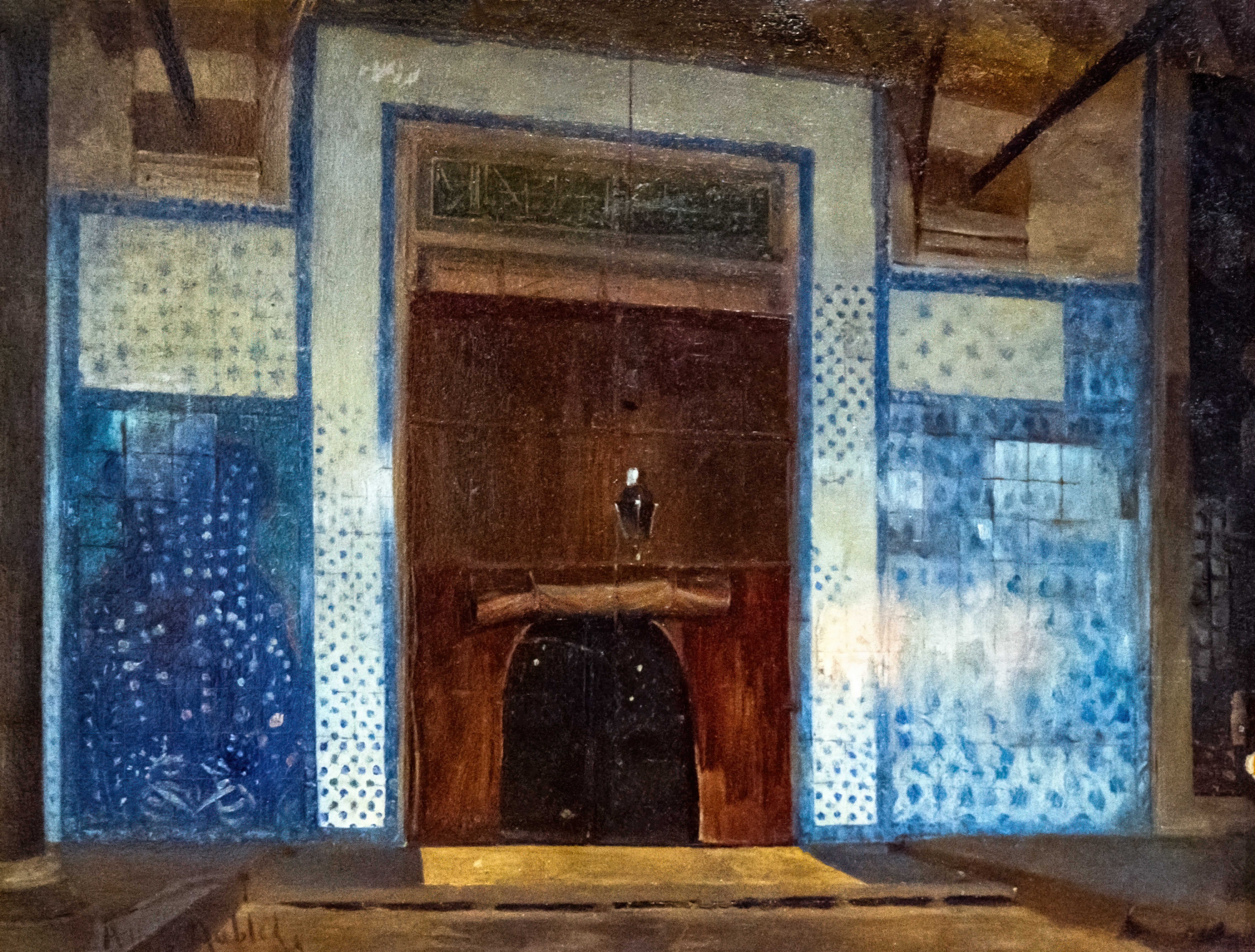
Intérieur de la mosquée Rüstem Pacha - Albert Aublet - Musée des Beaux-Arts de Narbonne[2].